# Дрезденская улица
Дре́зденская улица — улица в Выборгском районе Санкт-Петербурга. Проходит от проспекта Энгельса до проспекта Тореза в историческом районе Удельная.

## История

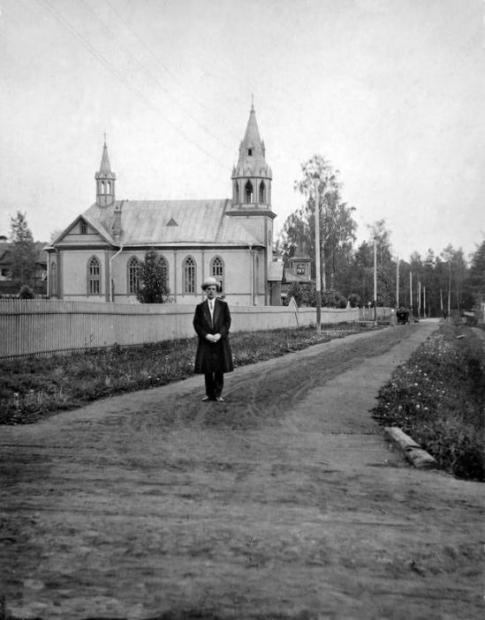
Костёл св. Франциска Ассизского

Появилась в 1908 году, изначально именовалась Большой Осиповской, в честь землевладельца И. А. Осипова. Нынешнее название дано 17 августа 1964 года в честь немецкого города Дрездена — города-побратима Ленинграда.

## Пересечения
- проспект Энгельса
- Лидинская улица
- проспект Тореза

## Транспорт
Движение транспорта одностороннее, от проспекта Энгельса к проспекту Тореза.
Ближайшая к Дрезденской улице станция метро — «Удельная».